# Евстафьев, Дмитрий Геннадиевич
Дми́трий Генна́диевич Евста́фьев (род. 31 мая 1966, Москва, РСФСР, СССР) — российский политолог-американист, специалист по военно-политическим вопросам национальной безопасности России, военной и внешней политики США и региональным проблемам нераспространения ядерного оружия. Кандидат политических наук (1992). Работает на должности профессора Института медиа Факультета креативных индустрий НИУ ВШЭ (учёного звания «профессор» не имеет). Лейтенант запаса.

## Биография
Родился 31 мая 1966 года в Москве. Отец — генерал-лейтенант СВР, дед — полковник НКГБ, родом из дер. Савинские Горки Торжокского района Тверской области. Бабушка — Антонина Тимофеевна.
В 1989 году с отличием окончил Институт стран Азии и Африки при МГУ имени М. В. Ломоносова по специальности «история».
В 1992 году окончил аспирантуру Института США и Канады РАН. Здесь же в том же году защитил диссертацию на соискание учёной степени кандидата политических наук «Политика США в конфликтах низкой интенсивности, 1980-е — 1990-е гг.» (специальность 23.00.04 — политические проблемы международных отношений, глобального и регионального развития).
В 1992—1995 годах — научный сотрудник, младший научный сотрудник отдела военно-политических исследований Института США и Канады РАН.
В 1995—1999 годах — старший научный сотрудник, ведущий научный сотрудник Российского института стратегических исследований.
В 1995—2003 годах — старший научный сотрудник ПИР-Центра.
В 1999—2001 годах — заместитель главного редактора журнала «Новая Россия».
В 2000—2004 годах — преподаватель Российского института гуманитарных наук, где читал курс лекций «Мировая политика и международные отношения».
В 2001 году — менеджер по корпоративным связям ОАО «Вектор-инфо».
В 2002—2006 годах и в 2008—2010 годах — руководитель проекта и вице-президент ЗАО «Компания развития общественных связей».
В 2004—2006 годах — советник генерального директора РИА Новости.
С 2005 года — член редакционного совета журнала «Индекс безопасности».
В 2006—2007 годах — директор департамента по связям с общественностью ОАО «Техснабэкспорт».
В 2007—2008 годах — заместитель генерального директора некоммерческой организации «Национальная лаборатория внешней политики».
В 2008—2009 годах — преподаватель Факультета мировой политики МГУ имени М. В. Ломоносова, где читал курс лекций по теме «Транснациональные корпорации в современном мире».
В 2010—2012 годах — директор Департамента стратегии коммуникаций Управления по связям с общественностью группы компаний ТНК-BP.
С 2012 года — профессор Департамента интегрированных коммуникаций Факультета коммуникаций, медиа и дизайна НИУ ВШЭ. Также является заместителем руководителя департамента по научной работе.
С июня 2021 года — колумнист русскоязычного сайта «RT».

## Санкции
17 марта 2023 года, на фоне вторжения России на Украину, Евстафьев внесён в санкционный список Латвии за «поддержку зверств, совершенных кремлёвским режимом», с запретом въезда в страну. Ранее Евстафьев, как российский пропагандист, был внесён ФБК в список коррупционеров и разжигателей войны с предложением введения против него международных санкций.

## Научные труды

### Монографии
- Батюк В. И., Евстафьев Д. Г. Первые заморозки. Советско-американские отношения в 1945—1950 гг. — М.: Российский научный фонд, 1995. — 253 с.
- Кривохижа В. И., Евстафьев Д. Г., Белоусов В. П., Новиков В. Е., Быстрова И. Г. Ядерный фактор в современном мире / Под общ. ред. В. И. Кривохижи. — М.: РИСИ, 1996. — 258 с.

### Статьи
на русском языке
- Международный аспект ближневосточного терроризма // Полис. Политические исследования. — 1991. — № 4. (соавтор: Чекалкин В. И.)
- Военная стратегия США в «постсоветский период» // США — экономика, политика, идеология. — 1992. — № 11. — С. 39.
- США и использование военной силы в региональных конфликтах в 80-е гг. // Проблемы прочности. — 1993. — № 7. — С. 51.
- Збигнев Бжезинский как зеркало американской геополитики // США — экономика, политика, идеология. — 1994. — № 5. — С. 30.
- Геополитический контекст начала холодной войны: уроки для 90-х годов // США — экономика, политика, идеология. — 1994. — № 8—9. — С. 88—97. (соавтор: Батюк В. И.)
- Геополитический контекст начала холодной войны: уроки для 90-х годов // США — экономика, политика, идеология. — 1994. — № 10. — С. 95—104. (соавтор: Батюк В. И.)
- Особенности современной американской военной политики // США — экономика, политика, идеология. — 1996. — № 3. — С. 28.
- Современная геополитика США: концепции и реальность // США в новом мире: пределы могущества. — М.: РИСИ, 1997. — С. 13—62. (соавтор: Кривохижа В. И.)
- Российско-американские отношения: партнёртство и соперничество // США в новом мире: пределы могущества. — М.: РИСИ, 1997. — С. 309—344. (соавторы: Кривохижа В. И., Глущенко Ю. Н.,)
- Апокалипсис? — No! // Индекс безопасности. — 2007. — Т. 13. — № 1 (81). — С. 140—151.
- Глазами консерватора: в предчувствии глобальных перемен // Индекс безопасности. — 2007. — Т. 13. — № 2 (82). — С. 176—192.
- Глазами консерватора: стратегическаястабильность переходного периода, или торможение на взлёте // Индекс безопасности. — 2008. — Т. 14. — № 1 (84). — С. 112—124.
- Глазами консерватора: консенсус прошлого и дилеммы будущего // Индекс безопасности. — 2008. — Т. 14. — № 2 (85). — С. 168—183.
- Глазами консерватора: фокусы с электричеством, или разоблаченме магии // Индекс безопасности. — 2008. — Т. 14. — № 3 (86). — С. 148—157.
- Глазами консерватора: в ожидании зари многополярности: заметки на полях мирового финансового кризиса // Индекс безопасности. — 2008. — Т. 14. — № 4 (87). — С. 133—144.
- Глазами консерватора: мировая политика вступает в зону тумана // Индекс безопасности. — 2009. — Т. 15. — № 1 (88). — С. 129—141.
- Глазами консерватора: февраль-апрель 2009. Контуры Большой игры и конец и истории // Индекс безопасности. — 2009. — Т. 15. — № 2 (89). — С. 169—182.
- Глазами консерватора: политэкономика современной геополитики // Индекс безопасности. — 2010. — Т. 16. — № 2 (93). — С. 139—152.
- Глазами консерватора: запоздалое начало нового мирового беспорядка // Индекс безопасности. — 2010. — Т. 16. — № 3 (94). — С. 126—136.
- Глазами консерватора: 2010 год, итоги. Объективная реальность, данная нам в ощущениях // Индекс безопасности. — 2010. — Т. 16. — № 4 (95).— С. 141—152.
- Новый облик вооружённых сил: фантом или вынужденная реальность // Индекс безопасности. — 2011. — Т. 17. — № 1 (96). — С. 7—9.
- Глазами консерватора: хроника объявленных смертей // Индекс безопасности. — 2011. — Т. 17. — № 2 (97). — С. 140—151.
- Глазами консерватора: итоги первого десятилетия XXI века // Индекс безопасности. — 2011. — Т. 17. — № 3 (98). — С. 144—156.
- Глазами консерватора: перезагрузка мертва // Индекс безопасности. — 2011. — Т. 17. — № 4 (99). — С. 138—152.
- Глазами консерватора: ветер перемен переходит в шторм // Индекс безопасности. — 2012. — Т. 18. — № 1 (100). — С. 169—182.
- Глазами консерватора: зубы дракона, или всходы демократии // Индекс безопасности. — 2012. — Т. 18. — № 2 (101). — С. 142—158.
- Глазами консерватора: невесёлые заметки накануне второй волны кризиса // Индекс безопасности. — 2012. — Т. 18. — № 3-4 (102—103). — С. 258—272.
- Глазами консерватора: у надколотого корыта мировой политикеэе // Индекс безопасности. — 2013. — Т. 19. — № 2 (105). — С. 117—130
- Глазами консерватора: иллюзия политики ad hoc // Индекс безопасности. — 2013. — Т. 19. — № 3 (106). — С. 145—158.
- Глазами консерватора: эпоха перераспределения капитала // Индекс безопасности. — 2013. — Т. 19. — № 4 (107). — С. 140—152.
- Глазами консерватора: Новый мир: место и время рождения неизвестно. Ещё неизвестное // Индекс безопасности. — 2014. — Т. 20. — № 2 (109). — С. 146—160.
- Глазами консерватора: хаос и развитие vs порядок и послушание // Индекс безопасности. — 2014. — Т. 20. — № 4 (111). — С. 127—142.
- О мифах и реальностях влияния информационного общества на международную безопасность // Индекс безопасности. — 2014. — Т. 20. — № 4 (111). — С. 71—76.
- Россия, угрозы её безопасности и ответы на них: ожидания-2014 и реальность-2015 // Индекс безопасности. — 2015. — Т. 21. — № 1 (112). — С. 95—104. (соавторы: Козюлин В. Б., Оганесян А. Г., Суздальцев А. И., Тренин Д. В.)
- Глазами консерватора: глобальная безопасность между Донбассом и Сирией // Индекс безопасности. — 2015. — Т. 21. — № 2 (113). — С. 150—160.
- Глазами консерватора: сирийский процесс как зеркало будущего // Индекс безопасности. — 2015. — Т. 21. — № 4 (115). — С. 178—192.
- В сетях архаики // Россия в глобальной политике. — 2016. — Т. 14. — № 3. — С. 8—21.
- Система обучения специалистов в области связей с общественностью. Диллемы образования и социального опыта // Человеческий капитал и профессиональное образование. — 2016. — № 1 (17). — С. 17—25.
- Глобальная неопределённость и современное информационное общество. Диалектика внутри- и внешнеполитическо // Современные евразийские исследования. — 2016. — № 1. — С. 7—16.
- Глобализация и новые цивилизационные разломы: риски и перспективы для России и Евразии // Геополитика и экогеодинамика регионов. — 2019. — Т. 5 (15). — № 1. — С. 22—33.

на других языках
- Evstafiev D. G., Orlov V. A. Russia’s political players // Bulletin of the Atomic Scientists. — 2000. — Т. 56. — № 2. — С. 57—62.
- Yevstafiev D. Caught in the web of archaic policies // Russia in Global Affairs. — 2016. — Т. 14. — № 3. — С. 39—52.

## Награды
- Именные часы от министра обороны Российской Федерации С. Б. Иванова (2003)[3]
- Почётный знак Министерства и информации Российской Федерации «За развитие сетевых коммуникаций» (2004)[3]
- Почётная грамота генерального директора РИА Новости (2004)[3]